# My Colouring Book
My Colouring Book è un album registrato in studio della cantante svedese ex ABBA Agnetha Fältskog. Uscito 17 anni dopo il precedente album I Stand Alone, è stato ben accolto sia da parte del pubblico (fu molto apprezzato dai fan degli ABBA), sia della critica, ritornando allo stile vocale che la cantante svedese aveva intrapreso negli anni '60. I singoli di maggior successo furono If I Thought You'd Ever Change Your Mind, che raggiunse la posizione numero 11 nel Regno Unito, e When You Walk in the Room, piazzatosi al 34º posto; molti critici hanno però messo in risalto il brano Sometimes When I'm Dreaming, per via della qualità che ricorda quella delle registrazioni degli ABBA. Questa canzone è stata venduta in Svezia come singolo promozionale.
A differenza degli album precedenti, contenenti per lo più canzoni inedite, My Colouring Book contiene brani già pubblicati in passato; si tratta di canzoni che Agnetha Fältskog ha ascoltato durante la propria giovinezza, e che ha deciso di interpretare in questo disco, la cui pubblicazione è avvenuta in corrispondenza del 30º anniversario della vittoria degli ABBA all'Eurofestival 1974.
È stato dichiarato che l'album ha venduto più di mezzo milioni di copie in tutto il mondo. Nel 2004 ha venduto 46 000 copie solamente nel Regno Unito (dove si è piazzato al 12º posto in classifica, mai raggiunto da un album di Agnetha in questo paese), mentre in Svezia ne vendette 64.000 solo nella prima settimana. Inoltre, l'album arrivò alla posizione numero 6 in Germania.

## Tracce
1. My Colouring Book – 3:27 (Fred Ebb, John Kander)
2. When You Walk in the Room – 3:36 (Jackie DeShannon)
3. If I Thought You'd Ever Change Your Mind – 3:15 (John Cameron)
4. Sealed With a Kiss – 2:34 (Gary Geld, Peter Udell)
5. Love Me with All Your Heart – 3:11 (Carlos Rodríguez Rigual, Mario Rodríguez Rigual, Carlos Alberto Martinoli, Michael Vaughn)
6. Fly Me to the Moon – 2:49 (Bart Howard)
7. Past, Present and Future – 3:12 (Arthur Butler, Jerry Leiber, George Francis Morton)
8. A Fool Am I (cover di Dimmelo parlami di Fabrizio Ferretti[2]) – 3:32 (Flavio Carraresi, Alberto Testa, Peter Callander)
9. I Can't Reach Your Heart – 2:39 (Ted Murry, Benny Davis)
10. Sometimes When I'm Dreaming – 3:15 (Michael Batt)
11. The End of the World – 2:35 (Arthur Kent, Sylvia Dee)
12. Remember Me – 3:05 (Chris Andrews)
13. What Now My Love – 4:49 (testo: Pierre Delanoë, Carl Sigman – musica: Gilbert Bécaud)

## Formazione
Musicisti
- Agnetha Fältskog - voce principale, cori
- Johanna Nyström, Linda Ulvaeus, Patrik Lundström, Sofia Tretow, Sarah Dawn Finer, Britta Bergström, Carl-Magnus Carlsson - cori
- Johan Granström - basso
- Lasse Wellander - chitarra acustica, chitarre
- Dan Strömkvist - batteria, tastiere
- Anders Neglin - tastiere, harmonium, campane
- Svea Strings - archi
- Wojtek Goral - sassofono, clarinetto basso
- Joakim Agnas, Leif Lindvall - tromba
- Jörgen Stenberg - percussioni
- Per Larsson, Urban Wiborg, Anders Wiborg - trombone
- Jesper Harryson - oboe
- Johan Ahlin, Magnus Franzén - corno
- Magnus Bengtsson - chitarre, mandolino
- Johan Lindström - chitarre

Produzione
- Agnetha Fältskog - produttore, arrangiamenti
- Dan Strömkvist - ingegnere del suono, produttore, arrangiamenti
- Anders Neglin - produttore, arrangiamenti
- Janne Hansson - ingegnere del suono
- Christofer Stannow - mastering
- Alar Suurna - missaggio
- Jimmy Backius - cover

## Classifiche

### Classifiche settimanali
| Classifica (2004) | Posizione massima |
| ----------------- | ----------------- |
| Australia         | 50                |
| Austria           | 25                |
| Belgio (Fiandre)  | 38                |
| Danimarca         | 5                 |
| Finlandia         | 2                 |
| Germania          | 6                 |
| Irlanda           | 57                |
| Norvegia          | 25                |
| Paesi Bassi       | 11                |
| Regno Unito       | 12                |
| Scozia            | 16                |
| Svezia            | 1                 |
| Svizzera          | 17                |

### Classifiche di fine anno
| Classifica (2004) | Posizione |
| ----------------- | --------- |
| Paesi Bassi       | 89        |
| Svezia            | 10        |